# QJC-88车载机枪
88式车载机枪（QJC-88，QJC為源自官方翻譯的拼音「轻武器—机枪—车载」（Qīngwuqi Jīqiāng Chēzài）的類別代碼，照正常而言的拼音是「1988式车装机枪」（Chēzài Jī Qiāng, 1988），以下簡稱為QJC-88）是一款由中国成都國營第216廠研制及生产的车载高射用途重机枪，是W-85式重机枪的车载高射机枪版本，发射12.7×108毫米俄罗斯口徑（.50俄羅斯或54式12.7毫米重机枪弹）步枪子彈。
该机枪为中国人民解放军取代了原装备的仿制自苏联的产品，即59式12.7毫米坦克高射机枪以后装备的新一代车载机枪，并且已经安装在中国新研制的各款坦克（96式主战坦克、99式主战坦克、15式轻型坦克系列）、装甲车（ZSL-92A和WMZ551B）、自行火炮（07式122毫米自行榴彈炮）以及防暴车等装备以上成为其配套的辅助武器使用，用以对付低空敌机和轻型装甲车辆，以及远距离压制敌方机枪火力。亦可用作低成本遙控武器系統（FML10武器系统）的基础，以提高稳定性和准确度。

## 歷史
在QJC-88的研制之前，装甲兵论证部门曾对新一代车装机枪的枪身进行选型，参加选型的机枪有59式、77式以及W-85。选型结果表明，原来供外贸出口的W-85的枪身由于枪身短、质量轻、质心后移，因而转动惯矩小。
当坦克在行驶中处于侧斜状态时，机枪射手能较容易地转动该机枪。因此装甲兵部队决定选用该枪身作为新一代车载机枪的枪身，并要求对枪座进行重新设计以进一步减轻重量及方便操作。因此，该机枪的枪座由原较笨重的铸钢件改为钢材焊接件，枪管、枪尾、击发装置等部件也进行了改进。改进后的全枪质量由53.9公斤（118.83磅）减至39公斤（85.98磅）。以后正式獲解放军所采用并且命名为QJC-88。

## 设计细节

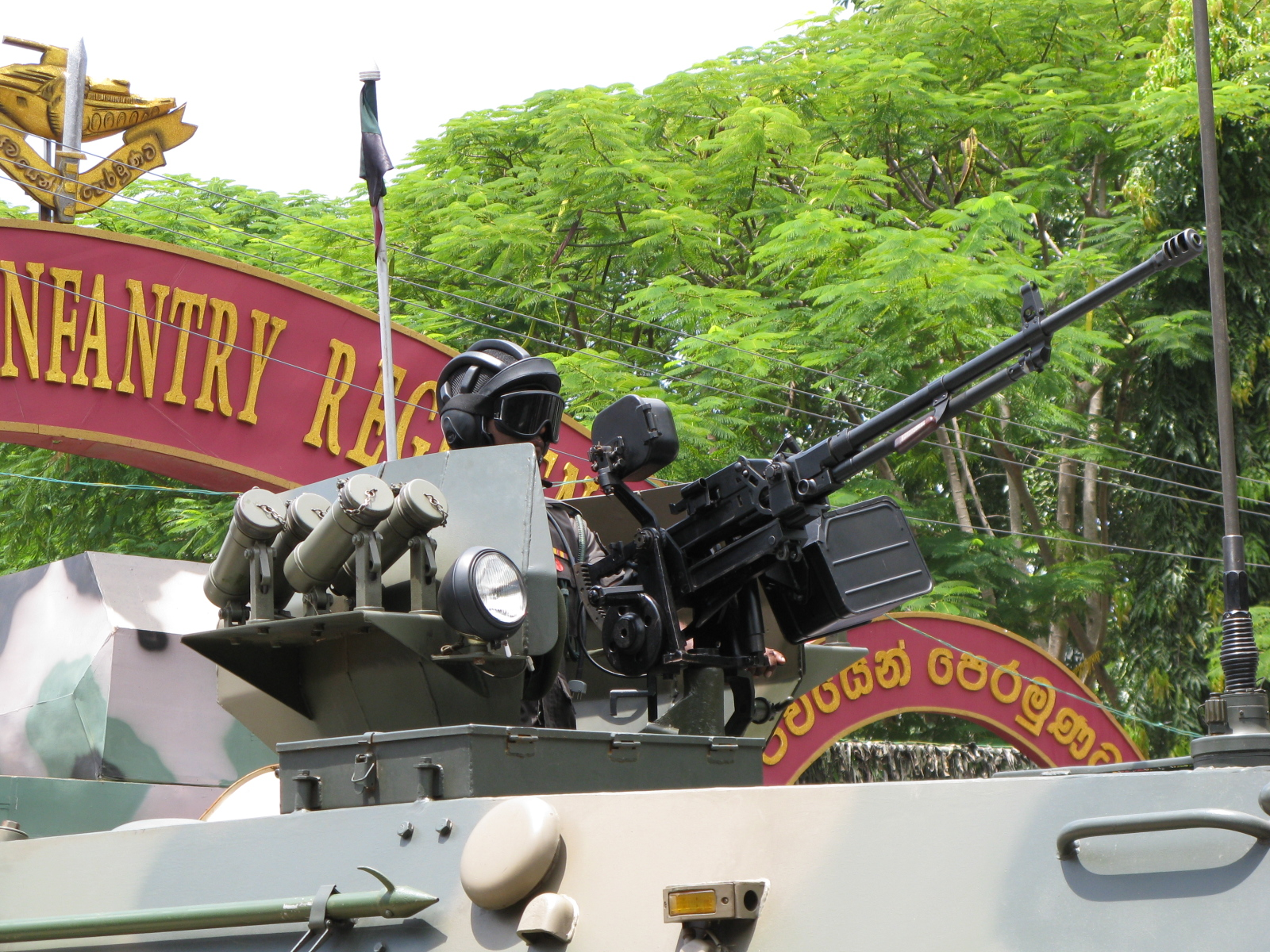
ZSL-92A装甲输送车的QJC-88。

QJC-88是W-85重机枪的车载高射机枪版本，裝填和发射的子弹是12.7×108毫米俄羅斯口徑（.50俄罗斯或54式12.7毫米重机枪弹）。採用氣動式、空气冷却、彈鏈供弹、全自動操作。
在W-85的基礎上，國營第216廠陆续研发出适用于不同类型装甲车辆的枪架，并由此形成了12.7毫米车载机枪系列。同时，216厂以军警部门的需求为牵引，为多种装甲车研发了机枪用枪架。QTA式并列枪架、QTB式并列枪架、QTC式并列槍架已于2006年大量生产，而装备这些枪架及其武器的防暴车辆已出口到多个国家。216厂的车载高射机枪枪架系列产品达几十种之多，成为216厂的重要产品之一。
QJC-88是由枪身、枪座与高射瞄准镜三大部分所组成的。

### 枪座
枪座是由托架、摇架、平衡器、拉机柄、击发装置、高射瞄准镜盒等所组成。回转轴用以將托架与摇架连接。平衡器下端与托架上的轴孔连接，而上端则与摇架上的轴孔相连。托架上具有行军固定器，可在行车状态的时候使摇架确实固定在水平位置。
托架是枪座的主体。其下部的中心轴与坦克或裝甲戰鬥車輛的炮塔相连接，并能够在炮塔上水平旋转。托架右侧装有手轮，手轮上的小齿轮能带动摇架上的扇形齿弧转动，使摇架达到所需的仰角与俯角。托架左侧装有握把，以操纵枪座进行方向旋转。握把上装有发射杆，发射杆通过击发装置上的钢丝绳拉动枪身上的扳机进行发射。
摇架的主要作用是赋予枪身所需要的高低射角。藉由转动托架右侧的手轮，使摇架上的小齿轮带动摇架上的扇形齿弧旋转而完成高低角的调整。摇架上具有滑座用以固定枪身，滑座可在摇架体上滑动。滑座的后部装有缓冲簧，以吸收射击时的后坐能量，提高射击精度。
摇架上设有拉机柄，并且通过拉机柄滑杆，可拉动枪身上的枪机机框进行装填。摇架顶部装有高射瞄准镜盒，高射瞄准镜盒密封性能良好，能防止行军时雨水与尘土进入盒内，以保护瞄准镜。摇架左侧设有弹箱挂板座，使弹箱与摇架同时上下转动，以确保供弹可靠。
而平衡器则是由内管、外管、平衡簧及内平衡簧所组成。

### 枪身
枪身由枪管、機匣、供弹机、槍栓和枪机机框组件、发射机及枪尾等组成。该枪身具有良好的人机工程，不需要任何工具即可进行部件的不完全分解与结合。
QJC-88采用長行程活塞氣動式自动原理。高压火药燃气通过枪管和导气箍内的导气孔进入活塞筒以内，从而推动与枪机机框连接的导气活塞，并使枪机机框和枪机后座，在完成开锁、抽壳、拨弹等动作的同时压缩复进簧。
枪机后坐到位以后，被压缩的复进簧会推动枪机机框和枪机复进，完成推弹入膛、闭锁、击发等动作。
枪管为适应新型弹种及方便人工操作，在W85式高射机枪的基础上，对枪管进行了以下改进：
1. 扩大了装在槍口的制退器的前出弹孔，使其能发射84式钨芯脱壳穿甲弹。
2. 膛室镀铬以改善抽壳条件。
3. 改进气体调节器的结构，由原来的调节导气箍上进气孔大小以调节射速改为调节排气孔大小以调节射速，操作时只需使用一发实弹或弹壳即可调节气孔大小。

枪管可说是QJC-88并非直接使用W85的结构，而是根据中国国内装备的弹种进行改进的主要特徵。
机匣为枪身的主体，通过机匣前部两侧的梯形槽以完成枪身与枪座的结合。枪管是由机匣前端插入到位以后，以A槽定向，并且由枪管固定栓锁紧在机匣上。装上供弹机以后，枪管固定栓上的B槽被供弹机盖体锁定，以防止发射时枪管固定栓移动。拉动固定栓手柄，通过手柄下方凸轮形曲面的增力，能容易地抽出枪管固定栓。机匣上还设有与枪尾、发射机的配合槽，机匣与供弹机则依靠连接销相连。
为了確保输弹平稳，QJC-88的供弹机采用了双程输弹方式，避免因输弹加速度过快，出现彈藥从弹链中自行脱落的故障。当枪机机框后坐时，枪机机框上的突起带动拨弹曲柄转动，拨弹曲柄通过拨弹杠杆带动内拨弹齿，将枪弹送到进膛位置，此时外拨弹齿将退至次一发枪弹拨弹位置。当枪机机框复进时，外拨弹齿将次一发枪弹拨至内拨弹齿起始工作位置，内拨弹齿也退至能可靠抓住次一发枪弹的位置，完成一次拨弹循环过程。
枪机和枪机机框组件是由枪机、左右闭锁卡铁、枪机机框、活塞、活塞筒（内装复进簧）等所组成。在复进的时候，枪机机框的鎖耳（英語：Lug，又稱：閉鎖突箏）会使闭锁卡铁张开以进入闭锁状态；而枪机机框后坐时，鎖耳则会使闭锁卡铁收拢以完成开锁动作。左右闭锁卡铁对称地设置在膛室轴线的两侧，受力均匀，十分有利于提高其射击精度。闭锁支撑面靠近枪管尾端面，具有强大刚度和延長寿命的优点。闭锁卡铁质量较轻，开锁与闭锁的时候所损失的能量较少，使机构动作可靠。
当松开枪尾上的扳机时，发射机的滑块在弹簧的作用力以下后移，迫使阻铁强制上抬、防止滑机。发射机的右侧装有手动保险，保险向前推到“S”（射击）位置时，发射机处于可发射状态；而向后扳到“T”（停射）位置时，发射机则处于保险状态。

### 枪尾结构
枪尾上装有扳机与缓冲装置。扣动扳机时，扳机底部前移，推动发射机的滑块，使阻铁下降，释放枪机机框而实现发射动作。缓冲装置是由机械摩擦套与缓冲簧所混合组成的。当缓冲装置被压缩的时候，内外摩擦套的锥面相互挤压，加之外摩擦套与缓冲簧管产生巨大摩擦，以吸收部分后坐力，从而使缓冲簧受力减小，解决了缓冲簧受力过大、容易破断的问题。
QJC-88使用58式12.7毫米高射机枪光学瞄准镜，该瞄准镜安装在枪架瞄准镜盒以内的瞄准镜托架体上。安装时应保持瞄准镜轴线与瞄准镜盒底边缘平行，而且关闭盒盖时不与瞄准镜发生干涉；再用托架卡箍卡住瞄准镜，将卡箍螺栓拧紧以防止瞄准镜松动。瞄准镜盒及瞄准镜的高低和方向均可调节。

## 使用國
- 中华人民共和国
  -  中国人民解放军陆军
    - ZTZ-99主战坦克：由车长操控
    - ZTZ-96主战坦克：由车长操控
    - 15式轻型坦克：由车长操控
    - ZSD-05两栖人员输送车：用作自卫武器，并在操作者四周围起钢板
    - ZTD-05两栖突击车：由车长操控
    - ZSL-10装甲人员输送车：用作自卫武器，并在操作者四周围起钢板
    - 08式轮式侦察车：作为自卫武器，并在操作者四周围起钢板
    - ZTL-11轮式装甲突击车：由车长操控
    - PLL-05自行迫榴炮：用作自卫武器
    - ZSL-92A装甲输送车：用作自卫武器，并在操作者四周围起钢板
    - ZSD-89装甲输送车：用作自卫武器，并在操作者四周围起钢板
    - “猛士”轻型战术车辆：为一种武器搭载方案
    - “山猫”全地形车：为一种武器搭载方案

  -  中国人民解放军海军
    - ZSD-05两栖人员输送车：用作自卫武器，并在操作者四周围起钢板
    - ZTD-05两栖突击车：由车长操控
    - ZSL-10装甲人员输送车：用作自卫武器，并在操作者四周围起钢板
    - 08式轮式侦察车：用作自卫武器，并在操作者四周围起钢板
    - ZTL-11轮式装甲突击车：由车长操控
    - “猛士”轻型战术车辆：为一款武器搭载方案
    - “山猫”全地形车：为一款武器搭载方案
    - 舰载自卫重机枪

  -  中国人民武装警察部队
    - ZSL-92A装甲输送车：用作自卫武器，并在操作者四周围起钢板
    - “猛士”轻型战术车辆：为一款武器搭载方案
    - “山猫”全地形车：为一款武器搭载方案
- - 孟加拉国陆军
    - ZSL-92A装甲输送车：用作自卫武器，并在操作者四周围起钢板

## 外部連結
- （英文）—Modern Firearms—W85 heavy machine gun（页面存档备份，存于）
- （英文）—Weaponsystems.net—W85
- （英文）—Defense Updates: QJZ85 / W85 / QJC88 12.7 mm heavy machine gun（页面存档备份，存于）
- （简体中文）—D Boy Gun World（槍炮世界）—W85式/QJC88式高射机枪（页面存档备份，存于）
- （简体中文）—華聲論壇—風雨曆程４０年—國營２１６廠專題（页面存档备份，存于）